# Trận Tippecanoe
Trận Tippecanoe đã xảy ra vào ngày 7 Tháng Mười Một, 1811, giữa các lực lượng Hoa Kỳ do Thống đốc William Henry Harrison của Lãnh thổ Indiana và các lực lượng của liên minh Tecumseh do em trai của ông Tenskwatawa . Để đối phó với căng thẳng gia tăng với các bộ lạc và các mối đe dọa của chiến tranh, quân đội Hoa Kỳ đã khởi động một cuộc tấn công phủ đầu vào trụ sở của liên minh này. Trong khi cắm trại bên ngoài Prophetstown, tại hợp lưu của sông Wabash Tippecanoe, chờ đợi một cuộc họp với lãnh đạo bộ tộc, quân đội của Harrison đã bị tấn công vào sáng sớm lực lượng từ thị trấn. Mặc dù lực lượng của bộ lạc đã bị bất ngờ, cuộc tấn công của họ đã đẩy lui cuối cùng là kẻ tấn công chạy đạn thấp. 
Mặc dù các bộ lạc tấn công với quân đội ít hơn và duy trì thương vong ít hơn, nhưng Hoa Kỳ đã chiến thắng cả hai chiến thuật và chiến lược. Kết quả trực tiếp của trận đánh cho phép quân đội của Harrison để tiêu diệt Prophetstown và phân tán cư dân của họ. Ngoài ra để phục vụ như là một thắng lợi chính trị và biểu tượng quan trọng cho Hoa Kỳ, sự thất bại Tippecanoe là một đòn tàn phá để liên minh của Tecumseh, mà không bao giờ hoàn toàn lấy lại sức mạnh của nó. Các trận đánh là đỉnh điểm của sự căng thẳng gia tăng trong một thời gian đôi khi được gọi Chiến tranh Tecumseh, vẫn tiếp tục cho đến khi sụp đổ của bộ lạc kháng với cái chết của Tecumseh năm 1813. Ý kiến công chúng tại Hoa Kỳ đổ lỗi cho các cuộc nổi dậy của người Mỹ bản địa về sự can thiệp của Anh, nó được sau đó cho thấy rằng các nhà lãnh đạo Anh tại Canada đã cung cấp lực lượng của Tecumseh với súng ống và đạn dược. Điều này dẫn đến nghi ngờ suy giảm hơn nữa các mối quan hệ của Mỹ với Anh và phục vụ như là một chất xúc tác cho cuộc chiến tranh năm 1812, bắt đầu chỉ sáu tháng sau đó.